# جورجيت رزق
جورجيت رزق (27 نوفمبر 1925 – 16 مارس 2018)، واسمها عند الولادة جورجيت يوسف العيسى، وكنيتها أم جوني؛ هي مُناضلة وناشطة سياسية واجتماعية ونسوية فلسطينية مسيحية، وُلِدت ونشأت في مدينة طولكرم الفلسطينية، تعد من أبرز رائدات الحركة النسائية في فلسطين منذ عام 1948، ومن أبرز أعلام العمل الاجتماعي والنضال الوطني الفلسطيني، وتعرف بلقب «رائدة العمل التطوعي الفلسطيني»، وهي مُؤسسة أول مركز طبي في القدس القديمة وذلك عام 1948.

## حياتها
وُلِدت جورجيت يوسف العيسى في مدينة طولكرم الفلسطينية بتاريخ 27 نوفمبر 1925 لأسرة مسيحية فلسطينية. كان والدها يعمل مفتشًا للصيادلة في زمن الانتداب البريطاني، في حين كانت والدتها تعمل ممرضة في المستشفيات الفلسطينية.
تلقت جورجيت تعليمها الابتدائي في مدارس مدينة طولكرم؛ إذ درست في "مدرسة العدوية" التاريخية للبنات في المدينة، وبدأت عملها وهي في العشرين من عمرها في شركة الخطوط الجوية البريطانية لما وراء البحار التي كان مقرها آنذاك في فندق الملك داود في القدس. بتاريخ 22 يوليو 1946 جرى تفجير الفندق من قبل منظمة إرجون الصهيونية ضمن أحداث التمرد اليهودي ضد الحكومة البريطانية التي كانت تتخذ من الفندق مقرًا لها، وقد أسفر التفجير عن مقتل 91 شخصًا من جنسيات مختلفة وإصابة العشرات، في حين نجت جورجيت من القصف إذ تزامن التفجير مع خروجها من الفندق.

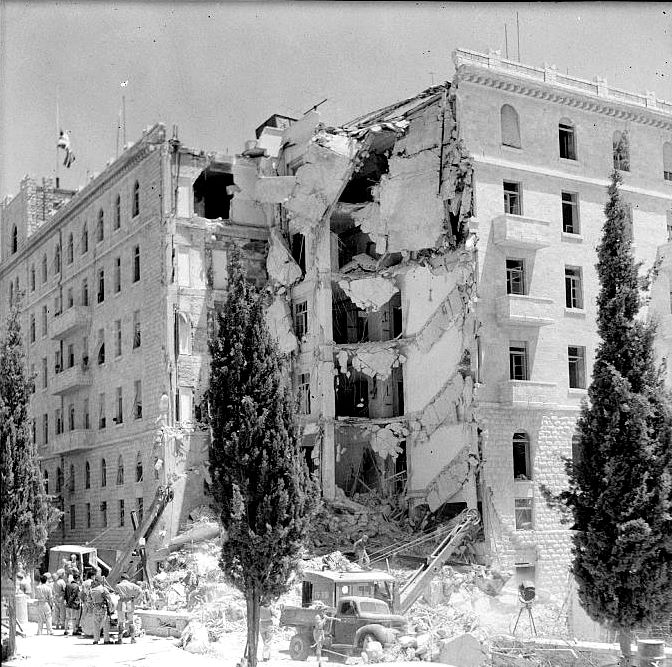
تفجير فندق الملك داود، 22 يوليو 1946.

في 17 أغسطس 1947 تزوجت جورجيت في يافا من «ديمتري إليا رزق» من يافا، وأنجبا أربعة أبناء وهم: إيلين، جوني، جورج، ميرا.
في عام 1948 وقعت النكبة فسارعت جورجيت لإنشاء أول مركز طبي في القدس القديمة وذلك في قبو كنيسة الروم الكاثوليك لتقديم خدمات الطوارئ وعلاج المصابين، ونجحت بدعم من والدتها في الحصول على رخصة للمركز الطبي من وزارة الصحة عام 1950 بعد أن جرى نقل موقعه وتوسيعه، ليصبح مع مرور السنين من أكبر المراكز الطبية من حيث شموليته، إذ استفاد ويستفيد منه آلاف الفلسطينيين، كما ضم المركز أول مستوصف للأمومة والطفولة، وكان في حينه أيضًا المركز الطبي الأول في فلسطين الذي يحصل على شهادة اعتماد توفير اللقاحات للأطفال والمساعدات الغذائية من قبل وكالة الأمم المتحدة لإغاثة وتشغيل اللاجئين الفلسطينيين. عمل في المركز الطبي مجموعة من الأطباء كان من أبرزهم كل من الطبيب يعقوب زيادين، والطبيب صبحي غوشة، والطبيب إميل جرجوعي، وآخرين. يضم المركز الطبي اليوم ما يزيد عن 16 تخصصًا، منها العلاج الطبي، وعلاج الأسنان، والتثقيف الصحي، والطب الوقائي، والإسعافات الأولية، والتثقيف الغذائي، وتطعيمات الأطفال، وغيرها العديد.

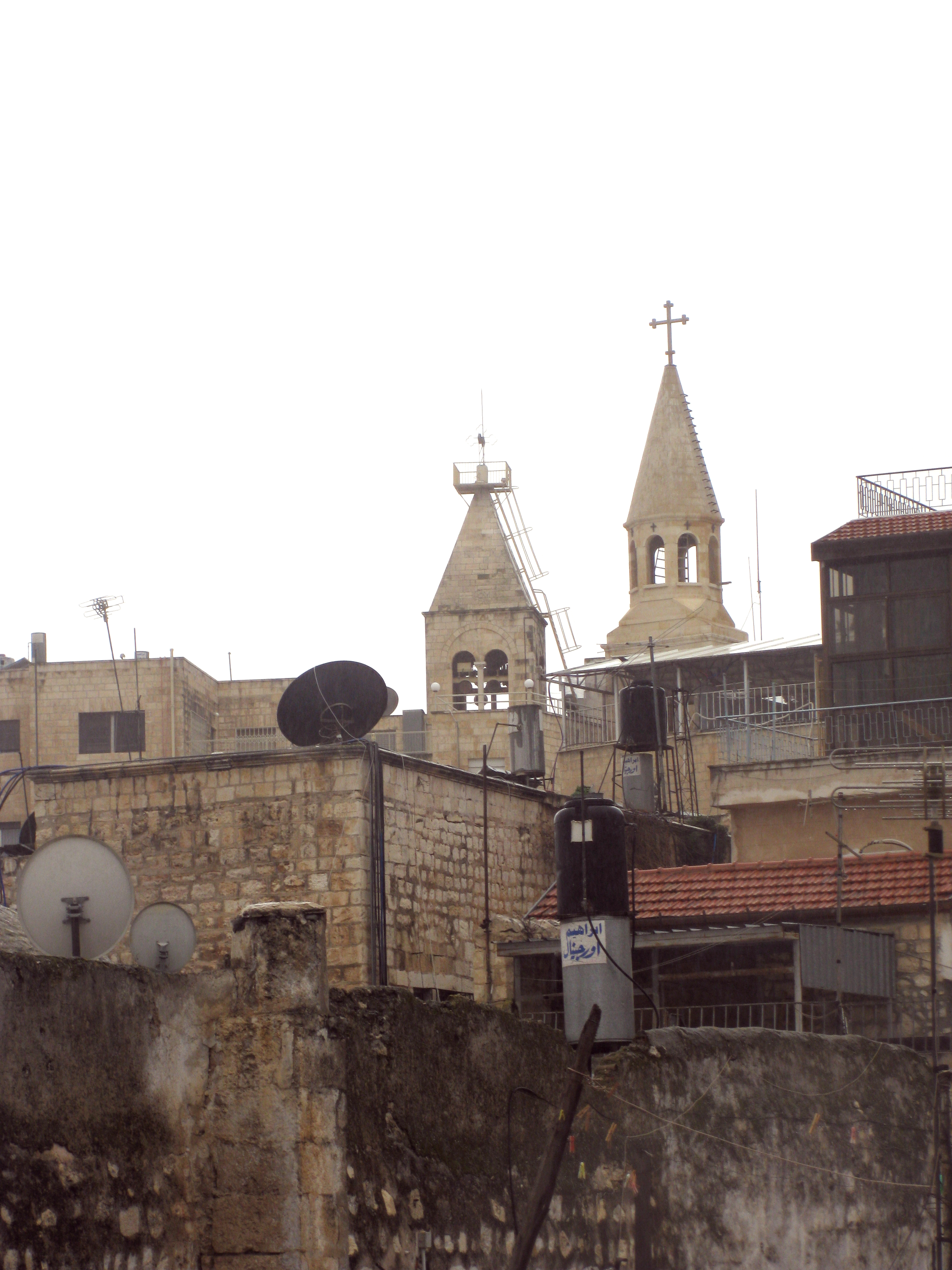
كنيسة الروم الكاثوليك بالقدس.

في عام 1950 أسست جورجيت «جمعية سيدة البشارة للروم الكاثوليك» الخيرية وتولت رئاستها. بعد حرب النكسة في يونيو 1967، قادت جورجيت احتجاجات الاتحاد النسائي العربي الفلسطيني في القدس ضد الاحتلال الإسرائيلي، فاعتدى الجيش الإسرائيلي عليها وعلى النساء المشاركات، وأصدرت إسرائيل أوامر إبعاد بحقهن، قبل أن تُلغى الأوامر في وقتٍ لاحق.
في عام 1977 أسست دار حضانة لرعاية الأطفال تابعة لجمعية سيدة البشارة للروم الكاثوليك الخيرية، كما أسست صندوقًا طلابيًا لمساعدة أطفال البلدة القديمة بالقدس لمواصلة تعليمهم.
كانت جورجيت عضوًا في عدة جمعيات لسنوات عديدة، منها: جمعية حاملات الطيب الخيرية الأرثوذكسية، ومجلس إدارة جمعية الشابات المسيحية بالقدس، ومجلس أمناء مؤسسة كاريتاس القدس، واتحاد الجمعيات الخيرية بالقدس، والاتحاد النسائي العربي، وغيرها العديد. كما مثلت القدس وفلسطين في عدة مؤتمرات إقليمية ودولية.

## أوسمة وتكريمات
تقديرًا لجهودها في العمل الاجتماعي والنضالي، فقد نالت جورجيت مجموعة من التكريمات الدولية الرفيعة والمحلية، كان منها:
- الوسام الباباوي للتميز في الخدمة الاجتماعية، من البابا في احتفال خاص في الفاتيكان، عام 1982.[5]
- وسام القديس لعازر [الإنجليزية].[3][5]
- وسام بطريركية الروم الكاثوليك.[5]

بالإضافة إلى مجموعة من التكريمات المحلية الفلسطينية، كما كرمت بتاريخ 9 مارس 2011 ضمن جائزة سيدة القدس المتميزة السنوية.

## وفاتها
توفيت جورجيت بتاريخ 16 مارس 2018 في مدينة القدس، عن عمر ناهز حوالي 92 عامًا وثلاثة أشهر ونصف، بعد معاناة طويلة مع مرض الفشل الكلوي استمرت منذ عام 2000، وقد شُيعت يوم الأحد 18 مارس 2018 بحضورٍ رسمي وشعبي فلسطيني ودولي من كنيسة أليعازر «اللقاء» للروم الكاثوليك الملكيين في بيت حنينا بالقدس إلى مقبرة جبل صهيون بالقدس حيث دُفنت.
نعاها رئيس أساقفة سبسطية للروم الأرثوذكس عطا الله حنا، وقد افتُتِحَ لها بيت عزاء في كل من كنيسة أليعازر «اللقاء» للروم الكاثوليك الملكيين في بيت حنينا بالقدس، وكنيسة الروم الكاثوليك برام الله لمن تعذر وصولهم للقدس لتقديم التعازي.

## وصلات خارجية
- Georgette Rizek (1925–2018)